# Панделис Савидис
Панделис Савидис (на гръцки: Παντελής Σαββίδης) е виден гръцки журналист.

## Биография
Савидис е роден в град Боймица (Аксиуполи) в 1954 година. От 1994 година води седмичното телевизионно шоу „Анихневсис“ по солунската телевизия ERT3, за което печели различни награди за сериозния подход към балкански, европейски и световни политически проблеми. Савидис е и изпълнителен директор на вестник „Македония“ в 2005 - 2007 година.